# Idrettslaget Hødd
L'Idrettslaget Hødd è una squadra di calcio del piccolo comune di Ulstein nella contea di Møre og Romsdal, in Norvegia.
Nella stagione 2025 milita nella 1. divisjon, la seconda serie del calcio norvegese; le loro ultime apparizioni nell'Eliteserien (massima serie norvegese), risalgono al 1966, 1969 e 1995.
In virtù del successo a sorpresa nella Norgesmesterkapet 2012 ha partecipato all'Europa League 2013/14, venendo abbinato al primo turno con l'Aktobe e perdendo di misura. 
Il club milita le partite casalinghe al Høddvoll Stadion, stadio che ha una capacità di 6.000 posti di cui 1.800 a sedere. L'Idrettslaget Hødd ha inoltre la fama di essere uno dei più grandi vivai di Norvegia; alcuni esempi di famosi giocatori norvegesi usciti dalle file di questo club possono essere: Åge Hareide, Jan Åge Fjørtoft, Kjetil Hasund, Magnus Myklebust e Arild Sundgot.

## Allenatori
Elenco degli allenatori dello Hødd, dal 1946 ad oggi.
- 1946-1962  Ole Osnes
- 1963  Reidar Steen-Jensen
- 1964-1966  Ola Christoffersen
- 1967-1969  Einar Aas
- 1970  Ron Meads
- 1970  Einar Waage
- 1971  Steinar Fylling
- 1972  Karsten Molværsmyr
- 1973  Einar Waage e  Bjørn Prytz
- 1974-1975  Hans Holstad
- 1976-1977  Ola Christoffersen
- 1978  Bjørn Prytz
- 1979-1980  Reidar Vikebakk
- 1981-1982  Terje Skarsfjord
- 1983  Hans Holstad
- 1984  Reidar Vikebakk
- 1985  Arnfinn Ingjerd
- 1986  Roar Breivik
- 1987-1988  Arnfinn Ingjerd
- 1989-1990  Otto Sundgot
- 1991-1992  Reidar Vågnes
- 1992-1993  Knut Ertesvåg
- 1994-1996  Erik Brakstad
- 1997-1998  Einar Magne Skeide
- 1999-2001  Hallstein Saunes
- 2001  Erik Brakstad
- 2002-2004  Harald Riise
- 2005-2006  Stig Monsen
- 2006  Erik Brakstad
- 2006  Harald Riise
- 2007-2008  Sture Fladmark
- 2008-2010  Einar Magne Skeide e  Lars Arne Nilsen
- 2010-  Lars Arne Nilsen

## Palmarès

### Competizioni nazionali
- Coppa di Norvegia: 1

2012
- 2. divisjon: 4

2000 (gruppo 5), 2007 (gruppo 2), 2010 (gruppo 2), 2024 (gruppo 1)

### Altri piazzamenti
- Coppa di Norvegia:

Semifinalista: 1995
- 1. divisjon:

Terzo posto: 2013
- 2. divisjon:

Secondo posto: 2009 (gruppo 2)

## Organico

### Rosa 2023
Rosa aggiornata al 17 novembre 2023.
| N. |                       | Ruolo | Calciatore              |
| -- | --------------------- | ----- | ----------------------- |
| 1  | Norvegia (bandiera)   | P     | Ole-Monrad Alme         |
| 2  | Norvegia (bandiera)   | D     | Andreas Fjørtoft        |
| 4  | Norvegia (bandiera)   | D     | Peder Nersveen          |
| 6  | Norvegia (bandiera)   | D     | Thomas Lillo            |
| 7  | Norvegia (bandiera)   | A     | Robin Hjelmeseth        |
| 8  | Norvegia (bandiera)   | C     | Sverre Økland           |
| 9  | Kenya (bandiera)      | A     | Alfred Scriven          |
| 10 | Norvegia (bandiera)   | C     | Isak Gabriel Skotheim   |
| 11 | Norvegia (bandiera)   | C     | Torbjørn Kallevåg       |
| 14 | Norvegia (bandiera)   | C     | Halvard Kvamme Urnes    |
| 15 | Norvegia (bandiera)   | A     | Vegard Håheim Elveseter |
| 17 | Norvegia (bandiera)   | C     | Kjetil Holand Tøsse     |
| 18 | Portogallo (bandiera) | D     | Bernardo Morgado        |

| N. |                      | Ruolo | Calciatore                |
| -- | -------------------- | ----- | ------------------------- |
| 19 | Norvegia (bandiera)  | D     | Mirza Mulac               |
| 20 | Norvegia (bandiera)  | C     | Syver Skundberg Skeide    |
| 21 | Danimarca (bandiera) | A     | Gustav Mogensen           |
| 23 | Norvegia (bandiera)  | C     | Fredrik Dimmen Gjerde     |
| 24 | Norvegia (bandiera)  | D     | Erlend Hellevik Larsen    |
| 25 | Norvegia (bandiera)  | P     | Marcus Ellingsen Andersen |
| 27 | Norvegia (bandiera)  | C     | Andreas Hofset Televik    |
| 28 | Albania (bandiera)   | D     | Renato Ziko               |
| 29 | Norvegia (bandiera)  | C     | Martin Håheim-Elveseter   |
| 32 | Norvegia (bandiera)  | D     | Sander Munkeby Sundnes    |
| 45 | Norvegia (bandiera)  | P     | Nikolai Hagen Jensen      |
| 77 | Norvegia (bandiera)  | D     | Marius Alm                |

### Stagioni passate
- 2013
- 2012